# エゾウコギ
エゾウコギ（蝦夷五加木、学名：Eleutherococcus senticosus）はウコギ科の落葉低木。別名は、ハリウコギ。薬用植物で根皮を薬用として用いる。

## 特徴
北海道（十勝、オホーツク地方などの北東部）・樺太に自生することから、北海道・樺太（蝦夷地）の五加（ウコギ）ということで、この名で呼ばれる。他にロシアのアムール州、中国の黒竜江省、吉林省にも分布する。山野の林に自生する。
落葉広葉樹の低木で、高さは2 - 5メートル (m) になる。樹皮は灰白色で皮目があり、棘が残るものもある。枝の棘は、他のウコギ属の種と比較して、細くて多数つくのが特徴的である。棘はやや下向きで棘のない枝もあるが、成木に比べると、細い幹には棘が多い。花期は8月。冬芽は互生し、円錐形や卵形で褐色。冬芽の下につく葉痕は、浅いV字形やU字形で、維管束痕は5 - 6個つく。

## 利用
これは、刺五加（しごか）または五加皮（ごかひ）という生薬名がある。
シベリア人参(Siberian Ginseng)とも呼ばれるが、トチバニンジン属の植物ではなく、代表的な薬用「人参」であるオタネニンジンとの類縁関係は薄く、有効成分も異なる。

### 歴史
1960年代、オタネニンジンと同じウコギ科の植物であることから、旧ソ連の科学アカデミーが、薬用としての研究を開始したとされる。1962年に強壮剤としての使用が承認され、1964年にエキス剤の生産が開始された。
1980年のモスクワオリンピックでは、ソ連がこれを選手団の強化に利用していたとして、話題になった。
日本では、古くアイヌ民族が民間薬として用いていたが、北海道の開拓を進めた和人はその価値を知らず、棘が固く邪魔な雑草として、見つけると片端から駆除を行っていた。「ヘビノボラズ」と俗称されるほどの嫌われようだった。

### 有効成分と作用
数種類のエレウテロシドと呼ばれるサポニンを含有し、オタネニンジンが含有するジンセノサイドとの類似性が指摘される。他にクロロゲン酸、イソフラキシジンなどが有効成分といわれる。
動物実験によって報告されている有効作用は、抗ストレス作用、抗疲労作用等があり健康保持食品に含有していることがある。

### 薬物相互作用
薬物代謝酵素のCYP3A4やen:CYP2C9に対する薬物相互作用が報告され服用の際は、医師や薬剤師への相談が必要とされている。
抗てんかん薬、ワルファリンへの悪影響や血圧上昇との関連性が認められており高血圧治療中の患者には注意を要する。